# Брюс, Шелби
Шелби Кэрол Брюс (англ. Shelbie Carole Bruce ; род. 12 ноября 1992) — американская актриса. Свободно говорит на английском и испанском языках. Наиболее известна своей ролью в фильме «Испанский английский».
Родилась в Браунсвилле, в штате Техас, была на домашнем обучении и делала карьеру ребёнка-фотомодели. Позже переехала в Калифорнию, где продолжила свою актёрскую карьеру. Снялась в таких сериалах как, «Скорая помощь», «Рассекреченное руководство Неда по выживанию в школе» и «Ромео!». Наибольшая известность к ней пришла, когда она снялась в фильме Джеймса Брукса «Испанский английский», в котором сыграла дочь домработницы-мексиканки.
Имеет мексиканское происхождение со стороны матери и шотландско-индейское со стороны отца. По вероисповеданию является католичкой, самыми важными вещами в своей жизни считает семью и Иисуса Христа.

## Фильмография
| Год  | Название                                             | Роль                       | Примечания                               |
| ---- | ---------------------------------------------------- | -------------------------- | ---------------------------------------- |
| 2002 | Провиденс                                            | Молодая Сид                | Эпизод: «Звуки музыки»                   |
| 2004 | Загадки Натали Вуд                                   | 11 летняя Наташа (озвучка) | Телефильм                                |
| 2004 | Скорая помощь                                        | Бренди                     | Эпизод: «Белый парень, Чёрные волосы»    |
| 2004 | Испанский английский                                 | Кристина Морено            |                                          |
| 2005 | Рассекреченное руководство Неда по выживанию в школе | Патти                      | Эпизод: «Твоё тело и промедление»        |
| 2006 | Ромео!                                               | Стэйси-Мери                | Эпизод: «Инцидент Миссис Ландерс»        |
| 2008 | Маленькая Мисс CEO. Пилот                            | Нина бек                   | Телефильм                                |
| 2008 | Лунный свет                                          | Николь                     | Эпизод: «Любовь длится навсегда»         |
| 2008 | Просто Джордан                                       | Пейдж Паркер               | Эпизод: «Крутые парни не носят барвинки» |
| 2008 | El Tux                                               | Сьюзи Лопес                |                                          |
| 2008 | Линкольн Хейтс                                       | Трина                      | Эпизод: «Одни дикари»                    |
| 2010 | Город хищниц                                         | Участница Glee Club#2      | Эпизод: «Перерыв»                        |